# 仙樂飄飄
《仙樂飄飄》（英語：Whatever Will Be, Will Be），是香港一部1995年上映的音樂電影，由張之亮執導，陳慧琳和郭富城主演，並起用大量兒童演員。劇情講述年輕音樂導師李靖雲在體育教師林Sir的幫助下，帶領小學合唱團參加比賽，兩人亦從中互生情愫。陳慧琳及其主唱的電影主題曲一切很美 只因有你分別獲提名第15屆香港電影金像獎的最佳新演員及最佳原創電影歌曲獎項，電影及歌曲都是其出道之作。本片原聲大碟的銷量獲得金唱片認証。

## 劇情介紹
演藝學院畢業生李靖雲（陳慧琳飾）一心投考著名的「老鼠舞蹈團」（RATS）。準備期間，她前往位於赤柱的寄宿學校聖德智小學，應徵音樂興趣小組的暑期兼職導師，本以為是既合適練舞，又能輕易應付的優差，入職後才得知需帶領學生們參加合唱團比賽。面對一群頑皮鬼馬、各有想法的雜牌軍，讓不熟悉學生心理的靖雲感到困難。受到學生們歡迎的體育教師林Sir（郭富城飾）對靖雲一見鍾情，不管在教學及練舞上都盡力提供協助，但未敢表達愛意。缺乏戰意的學生們因在初賽敬陪末座而受辱，後卻僥倖獲得了決賽入圍資格，終於團結一致努力練習。期間，合唱團經歷決賽資格得而復失、失而復得；主音男生變聲；團員「國貨」的離別；具潛質的新團員「大耳牛」遭受歧視等事。舞蹈團甄選有內定入選者的傳聞，林Sir看出靖雲因對甄選信心不足，逐漸將自己的爭勝心寄託於合唱團上，林Sir以自己曾經擔任運動員的經歷開解靖雲，指出學生有否進步才是最重要，而非比賽勝負。決賽當天，靖雲需要在同一天內趕赴舞蹈團的最終甄選及合唱團比賽，亦察覺到林Sir對自己的心意。:137

## 演員表
| 演員                    | 角色名稱                  | 電影海報中的暱稱 | 演出性質（按官方） | 角色簡介 | 演員背景                                                                 |
| ----------------------- | ------------------------- | ---------------- | ------------------ | --- | ------------------------------------------------------------------------ |
| 陳慧琳                  | 李靖雲 （Wing）           | 演員本名         | 特別介紹           | 年輕的兼職音樂導師，通常被稱作「Miss Lee」（國語：李老師）。剛從演藝學院畢業，主修舞蹈，副修音樂。                                                                                      | 見下                                                                     |
| 郭富城                  | 林Sir （國語：林老師）    | 蝦佬             | 領銜主演           | 暱稱「蝦佬」。體育教師，曾入選香港代表隊的體操運動員，因傷患而結束運動員生涯。出身赤柱漁民家庭，會帶學生出海遊玩。形象較為戇直土氣:69。                                                 | 見下                                                                     |
| 李佩璇 （Anna）:94      | Katherine                 | 公主             | 主要兒童演員       | 合唱團女生。個性成熟，設定上是班長:94。偏好古典音樂。關心Peter。 | 當時12歲:94。                                                            |
| 林朗熙 （Roy）:94       | Peter                     | 音樂巨人         | 主要兒童演員       | 合唱團男生，戴眼鏡，負責鋼琴伴奏。個性成熟。因父母不睦而苦惱。 | 香港兒童合唱團成員:94。                                                  |
| 宮韻瑶 （JoJo）:95      | JoJo                      | 大耳牛           | 主要兒童演員       | 常偷看合唱團練習的學生，因一雙耳朵比常人為大而自卑（並非演員真實的身體特徵，通過化妝而成）。曾獲得李靖雲的鼓勵，後鼓起勇氣參加試音，替補了合唱團的高音獨唱席位:70，一度被其他團員嫌棄。 | 當時12歲，屯門兒童合唱團成員。                                           |
| 馬莉:94                 | Mary                      | 肥豬妹           | 主要兒童演員       | 合唱團女生。身材肥胖，貪吃。 | 當時10歲，曾在香港校際音樂節的獨唱及鋼琴獨奏項目獲獎:94。                |
| 繆達:70                 | 陳國燦                    | 裕華國貨         | 主要兒童演員       | 合唱團男生，來自北京的高幹子弟，說話以普通話為主，亦懂粵語，暱稱「國貨」:70。因隨父母回北京而一度退出。                                                                                 | 演員現實中亦來自北京，當時就讀小學五年級。:70                            |
| 金智勇:70 （Ryan）:95   | 鬼仔 （國語：老外）       | 李察基爾         | 主要兒童演員       | 合唱團男生，未有交代角色設定是白人或是混血兒，說話以英語為主，亦懂粵語，暱稱「鬼仔」:70。國燦的好友，但因同情JoJo而與國燦打架。                                                         | 中美混血兒:70。當時14歲，主要兒童演員中年齡最大，曾演出電影《舞牛》:95。 |
| 梁家俊                  | Felix                     | 細細蚊           | 主要兒童演員       | 合唱團男生，本負責高音獨唱，但因進入變聲階段而讓出此席位。 |                                                                          |
| 梁曉豐:94 （Andrew）:94 | Andrew                    | 磨菇頭           | 主要兒童演員       | 合唱團男生，蘑菇頭髮型。 | 當時12歲，年幼時曾演出電影《辣手神探》:94。長大後繼續在演藝界發展。      |
| 鄧上文                  |                           | 火雞             | 主要兒童演員       | 合唱團女生。 | 長大後在演藝界發展。                                                     |
| 陳敏婷 （Cymie）        | Cymie                     | 吱喳             | 主要兒童演員       | 合唱團女生，身材矮小。 | 童星出身，當時9歲。後繼續擔任童星。                                      |
| 陳嬿婷                  |                           | 大孖             | 主要兒童演員       | 合唱團女生。戴眼鏡的孿生姊妹，兩人都自稱自己是妹妹。 |                                                                          |
| 陳嬿翔                  |                           | 細孖             | 主要兒童演員       | 合唱團女生。戴眼鏡的孿生姊妹，兩人都自稱自己是妹妹。 |                                                                          |
| 羅芷軒                  | Liza                      | 靚聲女           | 主要兒童演員       | 合唱團女生，戴眼鏡。 |                                                                          |
| 夏嘉玲                  | Sam                       | 下＋０           | 主要兒童演員       | 合唱團女生，戴眼鏡。 |                                                                          |
| 樊詩敏                  | Kirsty                    | 三碗飯           | 主要兒童演員       | 合唱團女生，短髮。 |                                                                          |
| 許芬                    | 校長                      |                  | 主演               | 聖德智小學校長，修女。 |                                                                          |
| 南紅                    |                           |                  | 主演               | 校長副手，修女。 |                                                                          |
| 陳海恒                  | Chris                     |                  | 主演               | 李靖雲的女性朋友。 |                                                                          |
| 吳耀漢                  |                           |                  | 友情客串           | 李靖雲之父，在廟宇解籤維生的命理師。 |                                                                          |
| 張之鈺                  | Mr. Poon （國語：潘主任） |                  | 友情客串           | 聖德智小學的教師、管理層。在全片大部分情節中是象徵教條式、家長式作風的人物，滿口官腔，但在決賽時他獨自照顧學生們，等待李靖雲與林Sir趕來，表現出對學生的關懷。                           |                                                                          |
| 苗僑偉                  |                           |                  | 友情客串           | Peter的父母。 | 演員現實中亦為夫妻。                                                     |
| 戚美珍                  |                           |                  | 友情客串           | Peter的父母。 | 演員現實中亦為夫妻。                                                     |
| 單安妮 （Annie）:94     | 波板糖:68                 |                  |                    | 初賽後應募加入合唱團的年幼女生，決賽中與Peter各以一台鋼琴伴奏，出場時在吃波板糖。 | 當時只有7歲，為年紀最小的兒童演員。:68                                   |
| 何偉圖                  |                           |                  |                    | 參加高音獨唱替補試音的男生之一。 | 長大後在演藝界發展。                                                     |

## 製作
據導演張之亮透露，本片耗資1200多萬港元，僅兒童演員的薪酬，一個月需要30萬港元。他對票房並沒有把握。:91

### 選角
女主角陳慧琳是1995年出道的新晉藝人，製作本片的電影人製作公司（簡稱UFO）的股東之一鍾珍，當時與她簽下經理人合約；陳慧琳亦是當時成立不久的正東唱片首位簽約的歌手，其定位以歌手事業為主，演員事業為副；同年上映的本片及本片的主題曲一切很美 只因有你，分別是其電影及音樂上的處女作，她亦在片中演唱多首歌曲；準備期間陳慧琳觀看了《The Sound of Music》等一些音樂電影以作揣摩。
男主角郭富城則是已在流行樂壇名列「四大天王」的成名偶像藝人。其角色最初以《秋天的童話》的男主角「船頭尺」（周潤發飾）為藍本，但較有學識。這種戇直土氣角色當時對郭富城來說屬突破性演出。
片中動用30名兒童演員，其中15人為主要演員:70，年屆9至14歲，大部分沒有演戲經驗。

### 取景
片中學校場景主要在真實位於赤柱的聖士提反書院校舍拍攝:66。據當時就讀該校的藝人袁彌明憶述，包括她在內的大批學生被招為臨時演員。
結尾的合唱團比賽在香港文化中心演奏廳取景，為該演奏廳首次借出作電影拍攝用途。:68

## 音樂

### 原聲大碟
本片的香港版原聲大碟於1995年8月1日由正東唱片發行，台灣版則於1995年10月9日由正東唱片發行。
曲目如下：
| 曲序 | 曲目                                   |                                 | 作曲                 | 编曲              | 演唱                       | 备注                                                     | 时长 |
| ---- | -------------------------------------- | ------------------------------- | -------------------- | ----------------- | -------------------------- | -------------------------------------------------------- | ---- |
| 1.   | 一切很美 只因有你                      | 周禮茂                          | 雷頌德               | 雷頌德            | 陳慧琳                     | 主題曲，初賽後合唱團招攬新成員及練習片段的背景音樂。     | 4:24 |
| 2.   | 好似舊時Long Ago                       | 黃霑                            | Thomas Haynes Bayly  | 雷頌德            | 仙樂飄飄兒童合唱團         | 決賽時主角們參賽歌曲。寄調自傳統英語歌曲Long, Long Ago。 | 3:36 |
| 3.   | 開始                                   | 潘源良                          | 雷頌德               | 雷頌德            | 陳慧琳                     |                                                          | 4:25 |
| 4.   | 粒粒皆辛苦（比賽版）                   | 黃霑                            | 不明                 | 雷頌德            | 仙樂飄飄兒童合唱團         | 初賽時主角們參賽歌曲。原曲為台灣民謠天黑黑。             | 1:35 |
| 5.   | 喜怒哀樂情（Orchestal Version）        | 雷頌德                          | 黃霑                 | 黃嘉倩            |                            | 純音樂                                                   | 1:27 |
| 6.   | Spanish Serenade                       | Eric Haydon                     | Chaminade            | Henry Geehl       | 拔萃女小學合唱團           | 決賽時某校參賽歌曲。                                     | 2:12 |
| 7.   | Love Theme                             |                                 | 黃霑                 | 雷頌德            |                            | 純音樂                                                   | 1:25 |
| 8.   | 哈！哈！哈！                           | 黃霑                            | 黃霑                 | 雷頌德            | 陳慧琳 仙樂飄飄兒童合唱團  | 眾人安慰失落的Peter時唱出。                              | 1:13 |
| 9.   | 是不是你 是不是你                      | 黃霑                            | 黃霑                 | 雷頌德            | 陳慧琳                     | 插曲，李靖雲教林Sir跳舞時的背景音樂。                    | 2:35 |
| 10.  | 粒粒皆辛苦（夜半歌聲版）               | 黃霑                            | 不明                 | 雷頌德            | 仙樂飄飄兒童合唱團         |                                                          | 1:23 |
| 11.  | 開心去面對                             | 黃霑                            | 黃霑                 | 雷頌德            | 陳慧琳                     | 李靖雲鼓勵JoJo時唱出。                                   | 2:29 |
| 12.  | 喜怒哀樂情（Rock Version）             |                                 | 黃霑                 | 雷頌德            |                            | 純音樂                                                   | 1:20 |
| 13.  | 阿里山之歌                             | 鄧禹平                          | 未註明               | 陳功雄 黃友棣     | 聖士提反書院附屬小學合唱團 | 國語流行曲。決賽時某校參賽歌曲。                         | 3:10 |
| 14.  | 爸爸愛媽媽                             | 不明                            | 不明                 | 陳功雄            | 屯門兒童合唱團             | 國語流行曲。初賽時某校參賽歌曲。                         | 1:55 |
| 15.  | Für Elise                              |                                 | Ludwig van Beethoven | Douglas E. Wagner | 聖士提反書院附屬小學手鈴隊 | 初賽時聾啞學校參賽歌曲。                                 | 2:10 |
| 16.  | Rats Audition                          |                                 | 雷頌德               | 雷頌德            |                            | 純音樂                                                   | 0:48 |
| 17.  | 一切很美 只因有你（You Gave It To Me） | 周禮茂（粵語版） 李姚（國語版） | 雷頌德               | 雷頌德            | 陳慧琳                     | 即原音樂器伴奏版                                         | 3:13 |

此原聲大碟曾於國際唱片業協會（香港會）IFPI唱片銷量榜（週榜）獲得8月28日至9月10日連續兩週首位，並獲該會認証達金唱片銷量。被用作主題曲的一切很美 只因有你是該年香港的熱門歌曲，並囊括四台週榜冠軍。
原聲大碟中派台歌曲的週榜最高排名如下：
| 歌名              | 叱咤樂壇流行榜              | 新城勁爆流行榜           | RTHK中文歌曲龍虎榜       | TVB勁歌金榜              |
| ----------------- | --------------------------- | ------------------------ | ------------------------ | ------------------------ |
| 一切很美 只因有你 | 兩週第1位（8月5日-8月19日） | 第1位（8月12日-8月19日） | 第1位（8月19日-8月25日） | 第1位（8月26日-9月1日）  |
| 開始              | 第2位（9月9日-9月15日）     | 第1位（9月16日-9月22日） | 第5位（9月23日-9月29日） | 第2位（9月23日-9月29日） |

### 其他歌曲
未有收錄於原聲大碟的歌曲如下：
| 歌名             | 作曲          | 作詞   | 編曲             | 演唱   | 備註                                                                                  |
| ---------------- | ------------- | ------ | ---------------- | ------ | ------------------------------------------------------------------------------------- |
| 強               | 雷頌德        | 林振強 | 雷頌德           | 郭富城 | 插曲，合唱團出發參加決賽時的背景音樂。                                                |
| The Lark         | 未註明        | 未註明 | Reginald Jacques | 未註明 | 初賽時只有8人的某校隊伍之參賽歌曲。                                                   |
| See the Gipsies  | Zoldan Kodali | 未註明 | 未註明           | 未註明 | 決賽時只有8人的某校隊伍之參賽歌曲。                                                   |
| 紅日             | 立川俊之      | 未註明 | 未註明           | 未註明 | 粵語流行曲，原唱為李克勤，寄調自日本大事MAN兄弟樂團的最重要的事。決賽時某校參賽歌曲。 |
| 主耶穌奇妙的救恩 | 未註明        | 未註明 | 未註明           | 未註明 | 初賽時某校參賽歌曲。                                                                  |
| 讀書郎           | 未註明        | 未註明 | 未註明           | 未註明 | 初賽時某校參賽歌曲。                                                                  |
| Amazing Grace    | 未註明        | 未註明 | 未註明           | 未註明 | 決賽時全員手持燭光的某校隊伍之參賽歌曲。                                              |

## 發行
香港方面，本片的電影評級為I級（適合任何年齡人士觀看），於1995年8月16日至9月13日在金聲院線上映，票房為港幣7,598,629元。是該年暑期唯一的I級本地電影:90。
台灣方面，本片的電影評級為普通級，由金公主發行，於1995年9月23日至10月6日上映，總票數為2,616票，票房為台幣407,580元。:73

## 獎項
| 頒獎年份 | 頒獎典禮             | 獎項             | 名單              | 結果 |
| -------- | -------------------- | ---------------- | ----------------- | ---- |
| 1996     | 第15屆香港電影金像獎 | 最佳新演員       | 陳慧琳            | 提名 |
| 1996     | 第15屆香港電影金像獎 | 最佳原創電影歌曲 | 一切很美 只因有你 | 提名 |

## 評論
本片被認為表達了勝負不是最重要、不是只有冠軍才代表成功、最重要是付出過努力和得到了認同、「天生我材必有用」一類的人生態度（或稱為價值觀）:10-11。風格上，一般定性為兒童片，被冠以「純潔」、「純情」一類形容詞，片中近乎沒有壞人，各種悲歡離合都被「輕輕帶過、縫合」。《電影雙周刊》的新片推介文章指出本片主要賣點是兒童演員，而非陳慧琳（李靖雲）與郭富城（林Sir），本片在當時充斥暴力題材的電影圈，屬於一股「健康清流」。對於這幾方面，眾影評人看法不一。
影評人黃國兆指出導演張之亮早期作品偏向煽情、濫情，後來題材多變，而糅合了兒童音樂、勵志、歌舞、純潔愛情等題材的本片，效果亦不俗；本片對於愛情的描寫「平淡中富韻味」，師生關係、學生之間的關係均描寫得「有板有眼，活露活現」，惟部分情節如「國貨」與「鬼仔」的友誼、「大耳牛」遭排擠，顯得過於堆砌；雖然本片主張的人生態度已屬老生常談（對成年人來說），但能對兒童觀眾有所啟發。《壹週刊》的影評人果忍認為編導的重心放於李靖雲與林Sir，但亦肯定了片中對兒童角色的著墨，能清楚表現出他們從散漫至團結的變化（其他評論見下），其結語是家長可以放心並值得帶子女觀看本片。影評人思靈指出該時期以兒童掛帥的華語電影，如《新烏龍院》、《中國龍》，皆屬「媚俗搞笑的低級片」，本片的純真風格實屬罕見，但本片卻走向過於單純、理想化、抽離現實的極端，仿如童話，片中主張的人生態度難以套用於競爭日益劇烈的現實社會。台灣影評人聞天祥亦稱本片過度「淨化」；他將本片主張的人生態度描述為強調「自然與適性」，但未能在片中切實表現出來，劇情的轉折不自然，兒童演員的演出亦較為造作；本片完全沒有張之亮代表作《籠民》的那種寫實魅力:10-11。《電影雙周刊》的影評人凌文則形容本片有一種疏離感，乃來自UFO的中產路線風格；他亦將李靖雲與林Sir的愛情視為片中主線，並讚揚此愛情線沒賣弄激情、色相、浪漫，林Sir的愛意往往以間接方式表露，描寫得細膩而又乾淨俐落，更譽其為「港片近十年最叫人看得舒服的談情說愛戲」；但他認為學生之間的友情以及他們對成人世界的看法，描寫得十分膚淺；雖然展現了學生自己的思想（通過學生秘密會議一幕），但忽略了成人與兒童之間的正面溝通對話；凌文總結本片「像一首輕快易上口的兒歌，叫人聽（看）得輕鬆愉快，沒有太多訊息要宣揚，一切都是那麼輕飄飄，惟恐觀眾看得太悶」。影評人小敏的批評最為強烈，她指出本片雖定性為兒童片，卻未能做到以兒童角度出發，一眾兒童角色只是襯托李靖雲與林Sir的配角，且被一廂情願地變成「小大人」，顯出以成年人為主、兒童為次的意識。
角色塑造方面，果忍認為劇本未有妥善鋪排李靖雲一角，從醉心於自己的舞蹈事業至真正關心學生的過程，她也一直對林Sir為她作出的奉獻視若無睹，此角並不討人喜愛；相比之下，林Sir一角則成功表現出其純情、可愛一面，及對心儀對象的奉獻。聞天祥從兩角色演員的演繹出發，也作出了類似的評價，他認為新人演員陳慧琳表現冷淡，不像能夠春風化雨的老師；郭富城作為偶像級藝人，演繹形象土呆的林Sir，卻較具說服力。:10-11
音樂方面，果忍認為擔起了大部分插曲演唱的陳慧琳，歌聲尚欠吸引力，兒童合唱則大多只是節錄片段，「不像西片的『好歌多首』」。黃國兆認為香港電影對於聲樂或樂器表演場面的處理，向來真實感不足，而本片的音響效果雖難與該時期西方的一些著名音樂電影媲美，但也足以讓觀眾「看得舒服」。據《壹週刊》的樂評人于文輝對於原聲大碟的評論，當時坊間有不少稱讚陳慧琳唱功的聲音，並認為她的聲線像王菲，于文輝自己則認為陳慧琳「唱得不錯，但略嫌字與字之間的尾音略帶點王菲的懶音風格」，尤其在主題曲原音版的演繹上，腔調更像王菲；他稱讚主題曲一切很美 只因有你「流暢輕快，琅琅上口」，應歸功於作曲及填詞人；專輯整體來說，他認為合唱團歌曲「充滿孩童氣息」，專輯結合了流行曲及兒歌兩種元素，能顯著提高購買意慾。

## 備註
1. 1 2 3  按片頭名單。
2. ↑  中文片名《仙樂飄飄》演變自美國經典音樂電影《The Sound of Music》的香港譯名《仙樂飄飄處處聞》，傳媒亦時將兩者相提並論[3][4][5]。英文片名《Whatever Will Be, Will Be》取自英語名曲Que Sera, Sera的歌詞。
3. ↑  影射「CATS」。
4. 1 2  電影宣傳海報中介紹了15位主要兒童演員，並每人賦予一個暱稱，但這些暱稱實際上在對白中近乎沒有出現過，部分則在傳媒報道中亦有提及。
5. ↑  在她帶JoJo前往參加秘密會議時，及Peter向父親介紹她時，提及她的英文名為Katherine。
6. 1 2 3  片中多次提及其英文名。
7. ↑  電影海報及大部分報道作「官韻瑤」[4][6][9]（姓氏不同），片尾名單作「官韻曉」。唯《東Touch》一文作「宮韻瑤」，並提到其姓氏與當時娛樂圈話題人物宮雪花相同[11]。
8. ↑  父親帶走他及把他送回學校時稱他為國燦（按字幕）。他登上前往決賽的校巴，眾人歡呼時，粵語版字幕出現全名陳國燦。林Sir在小賣部與他對話時亦稱他為陳國燦（但未有出現於字幕）。
9. ↑  在關於他轉聲的情節中，眾人稱他為Felix。
10. ↑  在李靖雲得知合唱團參加決賽的機會得而復失後，從窗外觀看學生們練習的一幕，有學生提及Andrew之名。
11. ↑  結尾兩名學生對話中，其中一人被稱呼為Cymie，另一人當為Mary。
12. 1 2  電影海報作「陳嬿婷」及「陳嬿翔」，片尾名單作「陳燕婷」及「陳燕翔」。
13. ↑  在初賽的觀眾席上，她曾被稱呼為Liza。
14. ↑  按片尾所列演員出場序，首位出場的合唱團演員是夏嘉玲，即最初以望遠鏡偷看李靖雲的女學生，隨後其他學生曾稱呼她為Sam。
15. ↑  在學生秘密會議一幕，她遭到嘲諷並提及英文名為Kirsty。
16. 1 2  按片尾名單。
17. ↑  劇情中，合唱團擴充後，在決賽演出人數近30人，報道中的30人當指最後的合唱團人數，未包括飾演其他學生的演員；15人當指最初的14名成員加上JoJo。
18. ↑  來源誤作「H. Bayley」。
19. ↑  來源誤作「黃友林」。
20. ↑  該片在第12屆香港電影金像獎獲得最佳電影、最佳導演、最佳編劇等獎項。

## 外部連結
- 香港影庫上《仙樂飄飄》的資料（繁體中文）
- 開眼電影網上《仙樂飄飄》的資料（繁體中文）
- 豆瓣电影上《仙樂飄飄》的資料 （简体中文）
- 时光网上《仙樂飄飄》的資料（简体中文）
- 互联网电影数据库（IMDb）上《仙樂飄飄》的资料（英文）